# Jonas Vingegaard
Jonas Vingegaard Hansen (døbt Rasmussen; født 10. december 1996 i Hillerslev) er en dansk cykelrytter, der kører for Team Visma | Lease a Bike. Han har tidligere kørt for det danske cykelhold Team ColoQuick-Cult.
Ved Vuelta a España 2020 fik han debut i en Grand Tour. I 2021 kørte han sin første Tour de France, hvor han endte på en samlet andenplads.
Vingegaard var ved udtagelsen til Tour de France 2022 i begyndelsen af 2022 blevet tildelt rollen som delt holdkaptajn for Team Jumbo-Visma sammen med Primož Roglič. Ved løbet blev han vinder af det samlede klassement og den prikkede bjergtrøje, og han blev den anden danske cykelrytter, der vandt et Tour de France-løb. Derudover blev han den Tour de France-vinder, der har gennemført løbet med den højeste gennemsnitsfart. Året efter i 2023 vandt Vingegaard Tour de France for anden gang. Hans sejr på enkeltstarten på 16. etape er af flere medier og eksperter blevet kaldt en af de største enkeltstartspræstationer i historien. Ved Tour de France 2024 og 2025 endte han på andenpladsen.
Han blev i 2021 og 2022 kåret som årets mandlige cykelrytter i Danmark.

## Karriere
Jonas Vingegaard Rasmussen blev født den 10. december 1996 i Hillerslev og er opvokset i Thy. Her spillede han både fodbold og håndbold. Da 1. etape af Post Danmark Rundt 2007 begyndte den 1. august i Thisted, var Jonas Vingegaard med sin far for at se løbet. Her havde Thy Cykle Ring opsat en hometrainer, som publikum kunne prøve for at se, hvordan det var at køre op ad et bjerg. Derefter blev han meldt ind i klubben og begyndte at cykle. Således fik han sin cykelopdragelse hos Thy Cykle Ring. Han cyklede hos Thy-klubben i fem sæsoner, indtil han i 2013 skiftede til Aalborg Cykle-Ring. Som 16-årig formåede Vingegaard at bestige Alpe d'Huez på 42 minutter. Da Vingegaard skulle køre det sidste år som juniorrytter, skiftede han i 2014 til Odder Cykel Klub. Her fik han i 2015 Christian Moberg som træner. Da han blev seniorrytter, måtte kan kæmpe meget for at rykke fra den danske C-klasse til A-klassen, da han ikke fik de store resultater i løbene. Da Odder-klubben fra starten af 2016 etablerede et U23-hold, kom resultaterne for Jonas Vingegaard. Han kom i foråret på podiet ved et A-løb i Aalborg, og i maj vandt han en afdeling af Pinse Cuppen i Hammel, hvor rytterne flere gange skulle op ad stigningen ved Pøt Mølle.

### Skifte til ColoQuick-Cult
Da Jonas Vingegaard i 2016 var begyndt at lave gode resultater ved løbene, handlede det danske kontinentalhold Team ColoQuick-Cult og sportsdirektør Christian Andersen hurtigt, og de lavede i slutningen af maj 2016 en kontrakt med Vingegaard, og han skiftede hold med øjeblikkelig virkning. For at få struktur i sin dagligdag, sørgede sportsdirektør Andersen for at holdets nye rytter fik arbejde på fiskefabrikken Chrisfish i Hanstholm. Her trak Vingegaard skindet af fisk fra kl. 6 til kl. 12, inden han tog ud på dagens timelange træningstur. I 2016 fik han også sit første internationale resultat, da han endte på en samlet andenplads ved etapeløbet Tour of China. I store dele af 2017-sæsonen deltog han ikke i mange løb, da han sad ude med en brækket lårbensknogle efter et styrt i Tour des Fjords i Norge. Inden skaden kom, nåede han at få en samlet fjerdeplads og vinde ungdomskonkurrencen i det franske etapeløb Tour du Loir-et-Cher.
Da han var kommet sig over sit brækkede ben, og 2018-sæsonen begyndte, var han tilbage i god form. På en træningstur til Spanien i begyndelsen af marts 2018 satte Vingegaard tidsrekorden på teststigningen Coll de Rates. Han kørte de 6,5 kilometer på 13,02 minutter, hvilket var 12 sekunder hurtigere end den tidligere rekordholder Tejay van Garderen. I midten af 2018 blev hans fysik testet hos Team Danmark. Efterfølgende udtalte sportsfysiolog Lars Johansen om Jonas Vingegaard: "Han har simpelthen en pumpe og hjerte, som er i en klasse for sig selv. Hans ligger klart fri af gennemsnittet af danske, mandlige cykelryttere. Han har et plus måske 15 procent, og det er markant."

### Jumbo-Visma

#### Kontrakt 2019–2024
Den 1. august 2018 offentliggjorde det hollandske World Tour-hold Team Jumbo-Visma, at de fra 1. januar 2019 havde skrevet en to-årig kontrakt med Jonas Vingegaard. I maj 2020 forlængede parterne aftalen med yderlige to år, så den var gældende til slutningen af 2022. Året efter blev kontrakten igen fornyet, så den nu var gældende til og med 2024. Ifølge flere medier sikrede Vingegaard sig en lønforhøjelse, så han fik en årsløn på omkring 1,5 millioner euro uden sejrsbonusser.

#### 2019
Det første løb i Team Jumbo-Vismas trikot blev Vuelta a Andalucía 2019 som blev kørt i anden halvdel af februar. Det næste løb på kalenderen var Baskerlandet Rundt i april, hvilket var det første UCI World Tour-løb Vingegaard deltog i. I starten af maj kørte han Romandiet Rundt, hvor han hjalp holdkammerat Primož Roglič til den samlede sejr. I slutningen af maj var han en del af Jumbo-Vismas hold ved Hammer Series i Stavanger. Her vandt holdet bjergløbet og den samlede sejr. To dage efter stillede Vingegaard op i Tour of Norway, men udgik af løbet før starten på anden etape. Dernæst stod den på én måneds løbspause, inden han stillede op på enkeltstarten og linjeløbet ved danmarksmesterskaberne. Her kom han ind på 22. og 26. pladsen.
Første sejr på World Touren
Én måned efter DM gik turen til Polen, hvor Vingegaard skulle deltage i World Tour-løbet Polen Rundt. Den 8. august vandt han 6. etape, og kom i løbets førertrøje. Det var den første sejr på World Touren, og den første sejr siden skiftet til Jumbo-Visma. Dagen efter på løbets sidste etape gik danskeren helt ned, og tabte 14,30 minutter til etapevinder og den samlede vinder af løbet, Matej Mohorič fra Bahrain-Merida. Vingegaard endte på en samlet 26. plads.
Efter knap 14 dages pause skulle Jonas Vingegaard køre cykelløb i hjemlandet, da han var på startlisten til PostNord Danmark Rundt. Her var han holdets kaptajn og havde nr. 1 som rygnummer. Efter en andenplads på 3. etape og en fjerdeplads på 4. etape endte han på en samlet andenplads, 11 sekunder efter vinder Niklas Larsen fra Team ColoQuick. Dernæst endte han på en samlet niendeplads ved Deutschland Tour. I september skulle Vingegaard deltage i de første éndagsløb for Jumbo-Visma, da han i Canada deltog i Grand Prix Cycliste de Québec og Grand Prix Cycliste de Montréal. Sæsonen 2019 blev afsluttet i oktober med éndagsløbene Giro dell'Emilia og Gran Premio Bruno Beghelli, hvor han ikke gennemførte nogle af dem.

#### Andenplads ved Tour de France 2021
I slutningen af april 2021 blev Jonas Vingegaard som Team Jumbo-Vismas sidste rytter udtaget til Tour de France 2021. Her var hans opgave at lære af, og støtte holdkaptajnen Primož Roglič og løjtnanten Steven Kruijswijk. Det var anden gang Vingegaard blev udtaget til en Grand Tour, efter at han i 2020 kørte Vuelta a España hvor Roglič vandt løbet.
Allerede på løbets 3. etape var Primož Roglič ude for et alvorligt styrt hvor han fik flere slemme skader. Derfor var han på det tidspunkt 1,40 minut efter Tadej Pogačar, som blev betegnet som den største konkurrent. Men efter 7. etape var Roglič definitivt ude af klassementskampen, da han tabte meget tid, og var ni minutter efter den gule førertrøje. På det tidspunkt var Vingegaard samlet nummer 11, og godt halvandet minut efter Pogačar. Derefter fik danskeren en fri rolle i løbet, og skulle køre sin egen chance. Primož Roglič udgik af løbet før starten på 9. etape. Derefter rykkede Vingegaard længere og længere frem i det samlede klassement, og efter at han på 17. etape endte på andenpladsen efter Tadej Pogačar, var han også på en samlet andenplads. Den blev bekræftet da han også på 18. etape kom ind på andenpladsen, og tredjepladsen på 20. etapes enkeltstart. Da løbet var slut endte Jonas Vingegaard som nummer to i det samlede klassement, og i ungdomskonkurrencen, i sin første deltagelse i Tour de France. Det var det bedste resultat leveret af en dansker i løbet siden Bjarne Riis’ sejr i 1996.

#### 2022

##### Vinder af Tour de France 2022
Modsat Tour de France 2021 hvor Jonas Vingegaard kom med som reserve, blev han til Tour de France 2022 udtaget et halvt år før starten i København. Da hans deltagelse blev offentliggjort i januar, meddelte Team Jumbo-Visma at Vingegaard og Primož Roglič skulle dele rollen som holdkaptajn.
Forud for løbet skulle alle hold præsenteres i Tivoli foran over 10.000 tilskuere. Da Jumbo-Visma med Jonas Vingegaard kom på scenen, blev de modtaget med højlydt jubel, og specielt Vingegaard fik en stor velkomst, så den danske rytter blev meget bevæget på scenen.
På 1. etape som var en enkeltstart i København endte Vingegaard på syvendepladsen, 15 sekunder efter vinderen Yves Lampaert (Quick-Step Alpha Vinyl), og ét sekund foran holdkammerat Primož Roglič. Syvendepladsen i det samlede klassement blev også den dårligste placering Jonas Vingegaard havde igennem løbet. Efter 6. etape rykkede han op på tredjepladsen, 31 sekunder efter den førende rytter Tadej Pogačar fra UAE Team Emirates. På 7. etape endte Vingegaard på andenpladsen i samme tid som etapevinder Pogačar, og 12 sekunder foran holdkammerat Primož Roglič på tredjepladsen. Samtidig rykkede danskeren op på en samlet andenplads, 35 sekunder efter Pogačar.

###### Den gule førertrøje
Den 13. juli 2022 vandt Vingegaard sin første etape i Tour de France, da han vandt 11. etape, som var den første bjergetape i Alperne, og kom i løbets gule førertrøje. Han var nu over to minutter foran Romain Bardet (Team DSM) og Tadej Pogačar på anden- og tredjepladsen. På de efterfølgende etaper fulgtes Pogačar og Vingegaard hinanden tæt. Da rytterne kom til Pyrenæerne på 17. etape, skulle de to rivaler igen dyste på en bjergetape. De kom samlet til målstregen på toppen af Peyragudes, hvor Pogačar vandt sin tredje etapesejr, mens Vingegaard endte på andenpladsen for anden gang i løbet. 18. etape var løbets sidste bjergetape. Der skulle køres 143 km, inden der var mål på toppen af Hautacam. På vej op ad sidste stigning lagde Vingegaards holdkammerater Sepp Kuss og Wout van Aert et hårdt tempo. Da der manglede fire km af etapen, kunne Tadej Pogačar ikke længere følge Van Aert og Vingegaard, og det endte med, at danskeren vandt sin anden etapesejr med et forspring på 1,04 til Pogačar. Nu førte Jonas Vingegaard løbet med 3,26 minutters forspring til Pogačar på andenpladsen. Samtidig samlede Vingegaard så mange point i bjergkonkurrencen, at han sikrede sig den prikkede bjergtrøje. Efter overrækkelsen af trøjerne efter den 18. etape havde Vingegaard et kortere møde med Frankrigs præsident Emmanuel Macron. Præsidenten udtalte om Jonas Vingegaard: "I sidste ende så vi også, hvem chefen i denne Tour er, for Vingegaard har været i kontrol".
Efter den 19. etape med mål i Cahors blev Vingegaard på podiet bl.a. hilst og hyldet af H.K.H. Prins Joachim.
20. etape, som var en enkeltstart, var rytternes sidste chance for at lave om på det samlede klassement. Etapen blev en stor triumf for Team Jumbo-Visma, da Vingegaards holdkammerat Wout van Aert fik sin tredje etapesejr, mens Vingegaard kom ind på andenpladsen, 19 sekunder efter van Aert og otte sekunder foran Pogačar på tredjepladsen. Undervejs på etapen havde Jonas Vingegaard de bedste mellemtider, men sænkede på den sidste kilometer sin egen hastighed, så holdkammeraten kunne vinde etapen. Dermed var Vingegaard sikker på at vinde Tour de France 2022, da han 24. juli også gennemførte den afsluttende 21. etape med mål på Avenue des Champs-Élysées i Paris. Samtidig vandt han også løbets bjergkonkurrence og blev den Tour de France-vinder med den højeste gennemsnitsfart i historien.

###### Præmieceremoni og reaktioner
Ved præmieceremonien i Paris, hvor dét, der generelt blev anset for at være én af de største danske sportspræstationer igennem historien, skulle fejres, var blandt andre Kronprins Frederik, statsminister Mette Frederiksen og kulturminister Ane Halsboe-Jørgensen til stede. Foruden de prominente gæster havde flere tusinde danskere taget turen til den franske hovedstad for at fejre Jonas Vingegaards triumf. Her var mange samlet foran Det Danske Hus på Champs-Élysées. Efter at Kronprins Frederik havde været på podiet og hyldet Vingegaard, udtalte han: "Jeg rangerer Jonas Vingegaards præstation som det vildeste i dansk historie, præsteret af ene mand, og sammenligner det med dengang Danmark vandt EM tilbage i 92." Den franske præsident Emmanuel Macron ønskede Jonas Vingegaard tillykke med en besked på Twitter skrevet på dansk. I Danmark blev højbroen på Storebæltsforbindelsen lyst op i rødt og hvidt.

###### Hyldest i Danmark
Få timer efter at 20. etape var afsluttet, og rytterne ikke var sendt afsted på 21. etape, meddelte Københavns Kommune og Tivoli, at de havde planlagt en stor fejring af Jonas Vingegaards sejr i Tour de France. Det ville ske den 27. juli da han vendte hjem til Danmark. Fra Amsterdam Airport Schiphol blev han fløjet hjem i et Beechcraft King Air 350i-fly (reg.: OY-CVW) ejet af Semler Gruppen. I dagens anledning havde flyet fået halen folieret i samme gule farve som den vundne førertrøje. Flyet blev ved ankomsten til Københavns Lufthavn ledsaget af to af Flyvevåbnets F-16-fly. Omkring 50.000 personer fulgte flyet via sporingstjenesten Flightradar24.
Han blev fra Københavns Lufthavn kørt i en åben bil til Københavns Rådhus, hvor der blev serveret de traditionelle rådhuspandekager, og han modtog hyldest fra balkonen ud mod Rådhuspladsen. Der var mødt så massiv en menneskemængde op på Rådhuspladsen, at hele pladsen var fyldt fra Strøget til H.C. Andersens Boulevard og et stykke ned ad Vesterbrogade. Det betød at politiet spærrede for trafik på H.C. Andersens Boulevard og Vesterbrogade. Ansatte på rådhuset regnede med at omkring 70.000 personer var mødt op.
- Jonas Vingegaard på balkonen ved Rådhuspladsen med kæresten Trine og datter.
- Jonas Vingegaard forlader Københavns Rådhus i selskab med overborgmester Sophie Hæstorp Andersen.
- Videoklip med Vingegaard og Mads Pedersen på balkonen.
- Vingegaard siger tak til de mange tusinde fremmødte.
- Michael Mørkøv, Christopher Juul-Jensen, Kasper Asgreen, Mads Pedersen og Jonas Vingegaard på balkonen.

Et par timer efter Rådhuspladsen blev Vingegaard sammen med Kasper Asgreen, Michael Mørkøv og Christopher Juul-Jensen, der også deltog i årets Tour de France, hyldet på plænen i Tivoli. Her oplyste Tivoli at over 20.000 personer deltog.
Dagen efter var der stor fest i Glyngøre, da Jonas Vingegaard og familien kom tilbage til hjembyen. Her var der blandt andet fyrværkeri og musik, og i følge politiet kom der omkring 22-23.000 personer på det lokale stadion Interfjord Park.

##### August - oktober
Da Tour de France og den efterfølgende hyldest var overstået, kørte Vingegaard ikke løb før den 14. august, hvor han blevet fløjet i privatfly til Holland, og deltog i et uofficielt show- og gadeløb. Den 27. september kom første officielle start, da han deltog i etapeløbet CRO Race 2022. Her vandt han 3. og 5. etape, og endte på en samlet andenplads. For Vingegaard var løbet forberedelse og opvarmning til monumentet Lombardiet Rundt.

## Meritter
2016
Vinder af Lindberg Sport Løbet
2. plads samlet i Tour of China
3. plads i Sparekassen Vendsyssel-løbet, Aalborg CR
2017
4. plads samlet i Tour du Loir-et-Cher
1. plads i  Ungdomskonkurrencen
2. plads i GP Viborg
2018
1. plads, prologen i Giro della Valle d'Aosta
1. plads, 4. etape (TTT) i Tour de l'Avenir
4. plads i Sundvolden GP
5. plads samlet i Tour du Loir-et-Cher
1. plads i  Ungdomskonkurrencen
5. plads samlet i Grand Prix Priessnitz spa
5. plads i Ringerike GP
9. plads samlet i Triptyque des Monts et Châteaux
2019
1. plads, 6. etape i Polen Rundt
2. plads samlet i Danmark Rundt
9. plads samlet i Deutschland Tour
2020
8. plads samlet i Polen Rundt
2021
1. plads, 5. etape i UAE Tour
 1. plads samlet i Settimana Internazionale di Coppi e Bartali
 Vinder af pointkonkurrencen
Vinder af 2. og 4. etape
2. plads samlet i Tour de France
2. plads, 17. og 18. etape
2. plads i ungdomskonkurrencen
2. plads samlet i Baskerlandet Rundt
 Vinder af ungdomskonkurrencen
2022
 1. plads samlet i Tour de France
 Bjergkonkurrencen
Vinder af 11. og 18. etape
2. plads, 7., 17. og 20. etape
1. plads i La Drôme Classic
2. plads samlet i Tirreno-Adriatico
2. plads samlet i Critérium du Dauphiné
Vinder af 8. etape
2. plads samlet i CRO Race
Vinder af 3. og 5. etape
2023
 1. plads samlet i Tour de France
Vinder af 16. etape (ITT)
2. plads, 6. etape
 1. plads samlet i Critérium du Dauphiné
Vinder af 5. og 7. etape
2. plads, 4. og 8. etape
 1. plads samlet i Baskerlandet Rundt
Vinder af 3., 4. og 6. etape
 Pointkonkurrencen
 1. plads samlet i Gran Camiño
Vinder af 2., 3. og 4. etape
 Bjergkonkurrencen
2. plads samlet i Vuelta a España
1. plads, 13. og 16. etape
3. plads samlet i Paris-Nice
1. plads, 3. etape (TTT)
2024
 1. plads samlet i Gran Camiño
Vinder af 2., 3. og 4. etape
 Pointkonkurrencen
 Bjergkonkurrencen
 1. plads samlet i Tirreno-Adriatico
Vinder af 5. og 6. etape
 Bjergkonkurrencen
 1. plads samlet i Polen Rundt
2. plads samlet i Tour de France
1. plads, 11. etape
2025
 1. plads samlet i Volta ao Algarve
Vinder af 5. etape
2. plads samlet i Tour de France
2. plads, 7., 12., 13. og 19. etape
2. plads samlet i Critérium du Dauphiné
2. plads, 1., 4., 6., 7. og 8. etape

### Placeringer i Grand Tours og større etapeløb
| Samlede placeringer i Grand Tours     |      |      |      |      |      |      |      |
| Grand Tour                            | 2019 | 2020 | 2021 | 2022 | 2023 | 2024 | 2025 |
| Giro d'Italia                         | —    | —    | —    | —    | —    | —    | —    |
| Tour de France                        | —    | —    | 2    | 1    | 1    | 2    | 2    |
| Vuelta a España                       | —    | 46   | —    | —    | 2    | —    |      |
| Samlede placeringer i større etapeløb |      |      |      |      |      |      |      |
| Løb                                   | 2019 | 2020 | 2021 | 2022 | 2023 | 2024 | 2025 |
| Paris-Nice                            | —    | —    | —    | —    | 3    | —    |      |
| Tirreno-Adriatico                     | —    | —    | —    | 2    | —    | 1    |      |
| Catalonien Rundt                      | —    | NH   | —    | —    | —    | —    |      |
| Baskerlandet Rundt                    | 32   | NH   | 2    | 6    | 1    | DNF  |      |
| Romandiet Rundt                       | 72   | NH   | —    | —    | —    | —    |      |
| Critérium du Dauphiné                 | —    | —    | 51   | 2    | 1    | —    |      |
| Tour de Suisse                        | —    | NH   | —    | —    | —    | —    |      |

| —   | Deltog ikke      |
| NH  | Ikke afholdt     |
| DNF | Gennemførte ikke |
| DSQ | Diskvalificeret  |

## Udmærkelser
- Årets mandlige cykelrytter i Danmark (2021, 2022)[6]
- B.T. Guld (2022,[62] 2023[63])
- Årets Sportsnavn (2022)[64]
- Vélo d'Or (2023)[65]

## Privat
Vingegaard er søn af Claus Christian Rasmussen og Karina Vingegaard Rasmussen fra Hillerslev. Han har søsteren Michelle Vingegaard Rasmussen.
I folkeskolen gik han til og med 7. klasse på Hillerslev Skole, mens 8. og 9. klasse blev taget på Tingstrup Skole i Thisted. Vingegaard gik fra august 2012 i 10. klasse på cykellinjen på ISI Idrætsefterskole i Ikast. Derefter gik turen til Thisted Handelsgymnasium.
Vingegaard er bosat i Glyngøre med ægtefællen Trine Marie Hansen (f. 1985). Parret mødte hinanden, da Vingegaard var rytter hos Team ColoQuick-Cult fra 2016 til 2018, hvor Trine var holdets marketingchef. I september 2020 fik de en datter, og i september 2024 blev de forældre til en søn. 
Vingegaards svigermor er Rosa Kildahl Christensen, der blev landskendt som deltager i Den store bagedyst i 2017.